# Henryk Kotowski
Henryk Kotowski (ur. 16 marca 1909 w Dortmundzie, zm. 15 czerwca 1981 w Gdańsku) – polski lekarz, malarz, działacz społeczny i kaszubski.

## Lata szkolne i studia
Henryk Kotowski urodził się 16 marca 1909 roku w Dortmundzie. Jego rodzina pochodziła z powiatu starogardzkiego. Ojciec Józef Kotowski w roku 1900 podjął pracę jako robotnik kolejowy na stacji Smętowo, by po kilku latach udać się na emigrację do Zagłębia Ruhry, które przed I wojną światową było licznym skupiskiem Polonii. Po odzyskaniu przez Polskę niepodległości rodzina Kotowskich wróciła do Polski, początkowo do Kartuz, gdzie Henryk uczęszczał do Szkoły Podstawowej nr 1, a w roku 1920, w związku z drogą zawodową ojca Józefa, do Kościerzyny.
W roku 1926 Józef Kotowski ponownie został przeniesiony, tym razem na stanowisko dyspozytora ruchu w Dyrekcji Okręgowej Kolei Państwowych w Gdańsku, i wraz z rodziną zamieszkał w Sopocie. Młody Henryk po raz kolejny zmienił szkołę, podejmując naukę w utworzonym przez Gdańską Macierz Szkolną Gimnazjum Polskim. Do szkoły tej uczęszczały dzieci gdańszczan pochodzenia polskiego oraz dzieci Polaków zatrudnionych w Wolnym Mieście Gdańsku. W skład programu nauczania wchodziły m.in. nauka języka polskiego, kurs literatury polskiej oraz historia Polski i kultury ojczystej. W tamtym czasie Henryk Kotowski uczęszczał na lekcje języka angielskiego do Stanisławy Przybyszewskiej, którą się opiekował i której pomagał, co później stało się motywem przewodnim jego dorosłego życia.
Będąc uczniem Gimnazjum Polskiego, Henryk Kotowski okazał się znakomitym sportowcem. Jako członek sekcji lekkoatletycznej Klubu Sportowego „Bałtyk” zdobywał medale w licznych zawodach. W roku 1927 pod patronatem „Gazety Gdańskiej” po raz pierwszy został zorganizowany bieg na przełaj. Było to nie tylko wydarzenie sportowe, ale również manifestacja polskości w zdominowanym przez Niemców mieście. Henryk Kotowski zajął w nim III miejsce, a w kolejnych latach trzykrotnie zwyciężał w tych zawodach, zdobywając na własność puchar przechodni.
W lutym 1930 roku w Gimnazjum Polskim odbyły się pisemne egzaminy maturalne, a 1 marca 1930 roku, po egzaminach ustnych, Komisja pod kierunkiem dyrektora Jana Augustyńskiego przyznała 4 abiturientkom i 9 abiturientom, wśród których był Henryk Kotowski, świadectwa dojrzałości.
Po ukończeniu gimnazjum Henryk Kotowski rozpoczął 1 października 1930 roku studia na Wydziale Lekarskim Uniwersytetu Poznańskiego, które ukończył, otrzymując 18 czerwca 1936 roku dyplom lekarza.

## Praca w szpitalu w Gdyni
1 lipca 1936 roku Henryk Kotowski rozpoczął pracę jako lekarz-stażysta w Szpitalu Sióstr Miłosierdzia św. Wincentego a Paulo w Gdyni. Pod kierunkiem dra Jerzego Krzyżanowskiego zdobywał doświadczenie na oddziale ginekologicznym, przyjmując w ciągu 3 lat około 2500 porodów. Mieszkając w szpitalu i pełniąc dyżury, interweniował w nagłych przypadkach chorób wewnętrznych, a także przeprowadzał operacje chirurgiczne i ortopedyczne. W roku 1938 Henryk Kotowski uczestniczył w międzynarodowym kursie dokształcającym dla chirurgów, zorganizowanym przez Berliner Akademie für Ärztliche Fortbildung w chirurgicznej klinice uniwersyteckiej Charité. Kontynuował również naukę na Uniwersytecie Poznańskim, gdzie 19 maja 1939 roku ukończył studia doktoranckie, uzyskując tytuł doktora medycyny. W trakcie pracy w szpitalu w Gdyni poznał Martę Skwiercz, którą poślubił 18 października 1941 roku i z którą doczekał się pięciorga dzieci.

## Okupacja
1 września 1939 roku, w dniu wybuchu II wojny światowej, z rozkazu szefa sanitarnego Floty kmdra por. dra Adama Uniszowskiego do Szpitala Sióstr Miłosierdzia św. Wincentego a Paulo w Gdyni przybył chirurg-ortopeda mjr rez. dr Henryk Cetkowski oraz otolaryngolog dr Tadeusz Gerwel. Ich zadaniem było opróżnienie z chorych cywilów nowego pawilonu szpitala i przekształcenie go w filię Szpitala Morskiego Nr 1. Dr Henryk Cetkowski został komendantem filii, a dr Tadeusz Gerwel jego zastępcą. Lekarze cywilni zostali zmobilizowani i podporządkowani komendzie szpitala, w którym utworzono cztery zespoły operacyjne. Doktorowi Henrykowi Kotowskiemu przypadło kierowanie trzecim zespołem operacyjnym.
Od początku działań wojennych do 14 września 1939 roku większość ciężko rannych żołnierzy była przywożona do Szpitala Sióstr, gdzie wykonywane były najcięższe operacje chirurgiczne m.in. czaszek, jam brzusznych, klatek piersiowych oraz kończyn. Dr Henryk Kotowski przeprowadził przy asyście lek. med. Antoniego Nowaka jedną z takich skomplikowanych operacji, która odbiła się szerokim echem nie tylko w szpitalu. 2 września niemieckie bombowce nurkujące zatopiły zakotwiczony w Zatoce Puckiej okręt ORP Gdynia, który pełnił służbę pomocniczą. Ciężko rannego dowódcę por. rez. Marynarki Wojennej kpt. Żeglugi Wielkiej i dyrektora Szkoły Morskiej Stanisława Kosko udało się przetransportować do Szpitala Sióstr Miłosierdzia św. Wincentego a Paulo w Gdyni dopiero 4 września. Stwierdzono u niego bardzo ciężkie uszkodzenia narządów wewnętrznych i niestety, pomimo przeprowadzonej operacji, kpt. Stanisław Kosko zmarł w dniu 8 września 1939 roku.
Z powodu zajęcia Szpitala Sióstr Miłosierdzia św. Wincentego a Paulo w Gdyni przez Niemców, z dniem 15 listopada 1939 roku Henryk Kotowski został zwolniony z pracy. Gdyński okupacyjny departament zdrowia skierował go do dzielnicy Grabówek, gdzie miał sprawować opiekę medyczną nad ludnością polską. Prowadząc prywatną praktykę, Henryk Kotowski niejednokrotnie udzielał pomocy osobom ukrywającym się i działającym w konspiracji. Aresztowany 3 maja 1940 roku przez Gestapo, został zwolniony po dwóch miesiącach z nakazem opuszczenia Gdyni. W tym czasie zastępował urlopowanych lekarzy w szpitalach w Nowym Mieście, Brodnicy i Starogardzie Gdańskim. W listopadzie 1940 roku skierowano go do leczenia ludności polskiej na terenie powiatu kartuskiego jako tzw. Polenbehandler. W latach 1941–1945 kierował służbą sanitarną w Komendzie Powiatowej na powiat kartuski Tajnej Organizacji Wojskowej „Gryf Pomorski”. Z narażeniem życia leczył i opatrywał ukrywających się w lasach i bunkrach partyzantów. Przeprowadzając zabiegi medyczne i wydając zaświadczenia lekarskie, pomagał powoływanym do Wehrmachtu oraz wysyłanym na roboty Kaszubom uchylać się od służby na rzecz okupanta.

## Ustanie działań wojennych
Kartuzy zostały wyzwolone spod okupacji niemieckiej 10 marca 1945 roku. Po ustaniu działań wojennych Henryk Kotowski czynnie włączył się w przywracanie funkcji życiowych miasta. Działając w ramach zorganizowanej grupy mieszkańców, zajął się zebraniem i pochowaniem około 500 ludzkich zwłok, które stanowiły we większości ciała uciekinierów z Prus Wschodnich, chcących przedostać się do Niemiec. Po objęciu funkcji lekarza przy zarządzie Wojskowej Komendy miasta Kartuz, Henryk Kotowski otrzymał upoważnienie do przyjmowania i odwiedzania chorych na terenie całego powiatu kartuskiego. Do jego obowiązków należało również sprawowanie nadzoru nad szpitalami cywilnymi i wojskowymi, a także składami spożywczymi i urządzeniami sanitarnymi miasta.
Dr Henryk Kotowski decyzją Zarządu Głównego Polskiego Czerwonego Krzyża w Warszawie został pierwszym powojennym pełnomocnikiem PCK na powiat kartuski oraz lekarzem tej organizacji. Zorganizowała ona na terenie miasta pierwszą placówkę służby zdrowia. Była to izba chorych na 30 łóżek, niosąca pomoc zarówno mieszkańcom, jak i więźniom obozu koncentracyjnego Stutthof, których część znalazła się na terenie Kartuz. Pod koniec marca 1945 roku PCK uruchomił punkt pomocy zajmujący się dożywianiem i poszukiwaniem przejściowych noclegów dla potrzebujących. W połowie 1945 roku zebranie działaczy i szeregowych członków wybrało Henryka Kotowskiego pierwszym powojennym prezesem Zarządu Powiatowego PCK w Kartuzach. W tym trudnym okresie powierzona została mu funkcja przewodniczącego Komisji Społecznej PCK, zajmującej się zaopatrywaniem mieszkańców powiatu w żywność i artykuły sanitarne, nadsyłane przez organizacje Czerwonego Krzyża ze Stanów Zjednoczonych, Wielkiej Brytanii i Francji. W późniejszym okresie przez wiele lat piastował funkcję wiceprezesa tej organizacji. Następnie jako lekarz kolejowy werbował spośród kolejarzy kartuskiej stacji Polskich Kolei Państwowych honorowych dawców krwi i był orędownikiem prowadzenia dla nich szkoleń z zakresu ratownictwa medycznego.
W okresie powojennym, charakteryzującym się brakiem kadry lekarskiej w powiecie kartuskim, dr Henryk Kotowski pełnił wiele funkcji. Pismem z dnia 29 marca 1945 roku starosta kartuski Mieczysław Nowak mianował go kierownikiem Szpitala Powiatowego w Kartuzach. Po powrocie przedwojennego dyrektora tego szpitala dra Edmunda Mroczkiewicza nominacja dla dra Kotowskiemu została cofnięta i otrzymał angaż w tej placówce na stanowisko asystenta. Od maja 1945 do lutego 1947 roku Henryk Kotowski był zatrudniony w gdańskim oddziale Państwowego Urzędu Repatriacyjnego, w Punkcie Etapowym w Kartuzach, sprawując opiekę lekarską nad repatriantami, z których większość pochodziła z Kresów Wschodnich. 9 czerwca 1945 roku w Kartuzach uruchomiony został Powiatowy Ośrodek Zdrowia, w którym dr Henryk Kotowski pełnił funkcję kierownika Poradni Przeciwgruźliczej. Jedną z jego inicjatyw w tej placówce było zorganizowanie dostaw produktów żywnościowych dla pacjentów, którzy borykali się z niedożywieniem. 15 marca 1945 roku Henryk Kotowski został zatrudniony jako lekarz Ubezpieczalni Społecznej w Gdyni z siedzibą praktyki prowincjonalnej w Kartuzach. Odbyta praktyka szpitalna w zakresie ginekologii i położnictwa sprawiła, że 22 sierpnia 1946 roku Zarząd Izby Lekarskiej Gdańsko-Pomorskiej nadał mu prawo do używania tytułu specjalisty z zakresu chorób kobiecych i położnictwa.
W listopadzie 1945 roku dr Henryk Kotowski został aresztowany przez Urząd Bezpieczeństwa Publicznego w Kartuzach i oskarżony o to, że w latach 1939–1945 należał do Sturmabteilung (SA) w Kartuzach, za co groziła kara śmierci. Natychmiast pojawiły się protesty mieszkańców powiatu kartuskiego żądających jego uwolnienia. W petycjach wysyłanych do Prokuratora Specjalnego Sądu Karnego w Gdańsku ich autorzy wskazywali na patriotyczną postawę Henryka Kotowskiego w czasie okupacji. W jednej z nich, podpisanej przez kilkudziesięciu kolejarzy węzła kolejowego w Kartuzach, Związek Zawodowy Kolejarzy zapowiedział na 1 grudnia 1945 roku strajk manifestacyjny w obronie aresztowanego doktora. Liczne petycje szybko odniosły skutek i Henryk Kotowski został zwolniony z aresztu. Postanowieniem z dnia 13 lipca 1946 roku prokurator umorzył dochodzenie wobec niego. W jego uzasadnieniu napisano, że podejrzany „w niczym nie uchybił godności narodowej Polaka i na każdym kroku, niejednokrotnie z narażeniem własnego życia pomagał ludności polskiej”.

## Praca zawodowa po odbyciu służby wojskowej
W maju 1948 roku Henryk Kotowski został powołany do odbycia służby wojskowej. Od 20 maja do 20 lipca 1948 roku uczestniczył w Kursie Doskonalenia Oficerów Służby Zdrowia przy Centrum Wyszkolenia Sanitarnego w Łodzi i po jego ukończeniu skierowano go jako lekarza w stopniu porucznika do służby w jednostce Marynarki Wojennej na Helu, którą pełnił do 15 sierpnia 1949 roku. W ramach służby wojskowej doskonalił swoje umiejętności lekarskie, m.in. biorąc udział w 5-tygodniowym kursie dla lekarzy okrętowych, zorganizowanym przez Instytut Medycyny Morskiej i Tropikalnej Akademii Lekarskiej w Gdańsku.
Po powrocie z wojska dr Henryk Kotowski przez kilka lat łączył pracę lekarza z pracą urzędniczą. 1 listopada 1949 roku otrzymał nominację na funkcję lekarza powiatowego, a na początku lat 50. piastował funkcję kierownika Wydziału Zdrowia Prezydium Powiatowej Rady Narodowej w Kartuzach. Z dniem 1 listopada 1949 roku został również mianowany na stanowiska kierownika Powiatowego Ośrodka Zdrowia w Kartuzach oraz kierownika Poradni Wenerologicznej w tymże ośrodku. Pod koniec 1949 roku dr Henryk Kotowski uczestniczył w Kursie Przeciwgruźliczym dla lekarzy w Gdańsku, który zorganizowany został przez Polski Instytut Przeciwgruźliczy, po czym ponownie zatrudniono go w Poradni Przeciwgruźliczej. W latach 50. i 60. zgodnie ze swoją specjalizacją, pełnił także funkcję ordynatora oddziału ginekologicznego Szpitala Powiatowego w Kartuzach.
1 stycznia 1950 roku Henryk Kotowski podjął pracę w Rejonowej Przychodni Lekarskiej PKP w Kartuzach, gdzie na stanowisku jej kierownika nieprzerwanie przepracował ponad 30 lat. Przywiązując dużą wagę do doskonalenia zawodowego, w roku 1951 ukończył kurs specjalizujący dla lekarzy kolejowych zorganizowany przez Dyrekcję Okręgową Kolei Państwowych w Gdańsku. Przez kolejarzy, nad którymi sprawował opiekę medyczną, był ceniony nie tylko jako lekarz, ale również autorytet w wielu dziedzinach. W roku 1977 stanął na czele komitetu budowy pomnika ku czci kartuskich kolejarzy pomordowanych i poległych w walce z faszyzmem w latach 1939–1945. Sam opracował jego projekt, nadzorował prace wykonywane przez kolejarzy w czynie społecznym i to z jego inicjatywy ściany ówczesnego dworca kolejowego przyozdobiono wzorami kaszubskimi. Razem z gronem kolejarzy pracujących na stacji PKP, których Henryk Kotowski zaraził pasją do malarstwa, zorganizował w świetlicy dworca PKP wystawę obrazów.

## Działalność społeczna i polityczna
14 czerwca 1945 roku w Kartuzach na zebraniu założycielskim Powiatowego Ośrodka Krzewienia Kultury i Sztuki dr Henryk Kotowski został wybrany sekretarzem Powiatowej Rady Kultury i Sztuki, powołanej do kierowania pracą Ośrodka. Celem jego założenia było zapewnienie mieszkańcom Kartuz dostępu do placówek kulturalnych poprzez zorganizowanie i utrzymanie biblioteki wraz z czytelnią, pracowni naukowej, muzeum regionalnego, pracowni haftów kaszubskich, teatru, domu kultury i świetlicy, a także pielęgnowanie twórczości ludowej i popularyzowanie piękna regionu.
Powiatowy Ośrodek Krzewienia Kultury i Sztuki 4 listopada 1945 roku zorganizował w Kartuzach Zjazd Kaszubskich Działaczy Społeczno-Kulturalnych, z okazji którego przygotowana została wystawa martyrologii ziem kaszubskich. Zjazd podjął uchwałę postulującą utworzenie na Kaszubach jednej organizacji uwzględniającej i pielęgnującej potrzeby i wartości ludu kaszubskiego. Na konferencji w redakcji gazety „Zrzesz Kaszëbskô”, która odbyła się 11 listopada 1945 roku, i w której brał udział dr Henryk Kotowski, działacze z Wejherowa i Kartuz ustalili, iż rzeczą nadrzędną jest zjednoczenie ruchu kaszubskiego pod jednym sztandarem i wspólne zaangażowanie w pracach kongresu wejherowskiego. I Kongres Kaszubski odbył się w dniach 12 i 13 stycznia 1946 roku, a w skład Komitetu Honorowego weszli przedstawiciele Powiatowej Rady Kultury i Sztuki w Kartuzach, wśród których był również dr Henryk Kotowski.
Działacze Powiatowej Rady Kultury i Sztuki w Kartuzach – przewodniczący Edward Ogórek, dyrektor kartuskiego Gimnazjum Leopold Kosiński, Franciszka Majkowska, dr Stanisław Borowski i dr Henryk Kotowski związali się ze Stronnictwem Demokratycznym, które w 1945 roku nie było znaczącą siłą polityczną. Na podstawie uzgodnień zawartych w ramach Międzypartyjnej Komisji Porozumiewawczej Stronnictw Politycznych w Kartuzach, Stronnictwu Demokratycznemu przysługiwało wskazanie określonej liczby członków Powiatowej Rady Narodowej w Kartuzach. 28 września 1945 roku na posiedzeniu PRN w Kartuzach Henryk Kotowski złożył ślubowanie jako nowo wstępujący członek. W ramach rekomendacji Stronnictwa Demokratycznego funkcję tę pełnił z przerwami do roku 1952. Startując w roku 1961 w wyborach do Powiatowej Rady Narodowej w Kartuzach ponownie został wybrany członkiem Rady i funkcję tę sprawował nieprzerwanie do 1 czerwca 1975 roku, kiedy to w wyniku reformy administracyjnej kraju zlikwidowane zostały powiaty. Jako członek Stronnictwa od roku 1950 był przewodniczącym Komitetu Powiatowego SD.
Henryk Kotowski był jednym z założycieli, członkiem zarządu i późniejszym wiceprezesem działającego w latach 1947–1951 Towarzystwa Miłośników Muzeum Kaszubskiego im. A. Majkowskiego w Kartuzach. Działalność Towarzystwa koncentrowała się na gromadzeniu i konserwacji zabytków i przedmiotów charakteryzujących folklor kaszubski, opiece nad osobliwościami przyrody regionu kaszubskiego oraz pobudzaniu i popieraniu twórczości ludowej. Jako lekarzowi cieszącemu się zaufaniem pacjentów z całego powiatu kartuskiego, udało się mu pozyskać dla zbiorów Muzeum Kaszubskiego w Kartuzach szereg cennych eksponatów, takich jak chociażby XVIII-wieczny model krosna tkackiego. Znaczącym sukcesem Towarzystwa było zorganizowanie w Kartuzach Wystawy Kaszubskiej Sztuki Ludowej. Jej otwarcie nastąpiło 30 października 1949 roku, a wystawę zaprezentowaną również w Kościerzynie i Wejherowie obejrzało łącznie 8–10 tys. osób.
Doktor Henryk Kotowski od roku 1945 był także członkiem Rady Parafialnej w Kartuzach, od roku 1976 zaś honorowym członkiem Rady Duszpasterskiej.

## Działalność w Zrzeszeniu Kaszubsko-Pomorskim
Henryk Kotowski był delegatem na I Zjazd Zrzeszenia Kaszubskiego, który odbył się 2 grudnia 1956 roku, a następnie 16 grudnia 1956 roku przewodniczył zebraniu założycielskiemu oddziału ZK w Kartuzach. Był również delegatem na II Walny Zjazd ZK w roku 1958, III Walny Zjazd w roku 1964, kiedy Stowarzyszenie zmieniło nazwę na Zrzeszenie Kaszubsko-Pomorskie oraz V Walny Zjazd, który został zorganizowany w roku 1971. W ramach Stowarzyszenia pełnił liczne funkcje. Przez wiele lat był członkiem Rady Naczelnej ZK, a później członkiem Zarządu Głównego ZK-P. W latach 1964–1971 pełnił funkcję prezesa kartuskiego oddziału ZK-P, a w kolejnej kadencji funkcję jego wiceprezesa.
Angażując się w sprawy kaszubskie, Henryk Kotowski podejmował liczne inicjatywy dotyczące regionu. Szczególną wagę przywiązywał do upamiętnienia osoby dra Aleksandra Majkowskiego – pisarza kaszubskiego, wieloletniego mieszkańca Kartuz i autora herbu miasta. Dzięki jego staraniom, w 90. rocznicę urodzin pisarza Powiatowa Rada Narodowa w Kartuzach nadała Szpitalowi Powiatowemu imię dra A. Majkowskiego. Henryk Kotowski był jedną z osób, które zaangażowały się w to, aby w 100. rocznicę urodzin dra Majkowskiego w Kartuzach stanął jego pomnik. Z okazji 40. rocznicy śmierci pisarza Henryk Kotowski odsłonił tablicę na budynku przy ulicy Majkowskiego 9 w Kartuzach, w którym mieszkał ten zasłużony dla Kaszub działacz. Henryk Kotowski przekazał również namalowany przez siebie portret dra Majkowskiego Komendzie Hufca Związku Harcerstwa Polskiego w Kartuzach. Obraz ten obecnie znajduje się w Muzeum Kolejnictwa w Kościerzynie.
Henryk Kotowski jest autorem znajdującego się w Muzeum Kaszubskim w Kartuzach obrazu „Remus na Jarmarku w Chmielnie”, którego główną postacią jest tytułowy bohater powieści Aleksandra Majkowskiego Życie i przygody Remusa, uważanej za najważniejsze dzieło literatury kaszubskiej. Na obrazie znalazł się również Necel – właściciel miejscowego warsztatu garncarskiego sprzedający swoją ceramikę, a także ubogi rybak-szlachcic z Chmielna Czorlińsci – bohater utworu kaszubskiego poety Hieronima Derdowskiego O Panu Czorlińścim co do Pucka po sece jachoł. Ponadto, jako wieloletni przewodniczący Komitetu Rodzicielskiego działającego przy I Liceum Ogólnokształcącym w Kartuzach, Henryk Kotowski namalował dla tej placówki portret jej patrona Hieronima Derdowskiego.
W roku 1978 w Iwicznie, gdzie urodził się współtwórca skansenu we Wdzydzach Izydor Gulgowski, otwarta została poświęcona mu Izba Pamięci. Henryk Kotowski przyczynił się do upamiętnienia tego zasłużonego dla Pomorza działacza, przekazując placówce liczne dotyczące go zdjęcia i archiwalne artykuły prasowe.

## Malarstwo
Pasją Henryka Kotowskiego było malarstwo olejne, którym zainteresował się w Gimnazjum Klasycznym w Kościerzynie. Kontynuował ją, uczęszczając do Gimnazjum Polskiego w Gdańsku i studiując na Uniwersytecie w Poznaniu. W roku 1938 zaprzyjaźnił się z prof. Wacławem Szczeblewskim, założycielem działającej przed wojną w Gdyni Pomorskiej Szkoły Sztuk Pięknych. Pod kierunkiem profesora Henryk Kotowski doskonalił swoje umiejętności malarskie, często wyjeżdżając z nim na Kaszuby, aby na płótnie uwiecznić krajobrazy Wieżycy, Ostrzyc, Chmielna, a także Wdzydz. Szczególnie owocnym okazał się plener we Wdzydzach, gdzie obaj przez dwa tygodnie byli gośćmi Teodory Gulgowskiej. Plonem pobytu we wdzydzkim skansenie były liczne pejzaże, obrazy przedstawiające chaty i obejścia gospodarcze oraz portret gospodyni Teodory Gulgowskiej na tle kwiatów kaszubskich, który namalował prof. Wacław Szczeblewski. Henryk Kotowski asystował również swojemu mentorowi podczas malowania wnętrz kościołów w Goręczynie, Chmielnie, Szymbarku oraz przy malowaniu wnętrz w zakładach gastronomicznych w Kartuzach i Kościerzynie. W dowód przyjaźni prof. Wacław Szczeblewski namalował portrety doktora Kotowskiego i jego żony Marty.
W roku 1960, z inicjatywy Klubu Młodej Inteligencji Kaszubskiej w Kartuzach oraz przy wsparciu kartuskiego oddziału Zrzeszenia Kaszubskiego, w sali Domu Rzemiosła w Kartuzach zorganizowano wystawę „Kaszuby w plastyce”. Stanowiła ona inaugurację obchodów Millenium Polski na Kaszubach. Henryk Kotowski, Edmund Kamiński, ks. Bernard Sychta, Franciszek Mekowski, Antoni Lemarczyk, Gerard Bolduan i Irena Bolduan mieli okazję zaprezentować swoje prace obok takich sław jak uznawany za największego polskiego marynistę Marian Mokwa, czy też Wacław Szczeblewski. W dniach 9–30 marca 1970 roku w klubie Powiatowego Domu Kultury zorganizowana została wystawa z okazji 50-lecia pracy artystycznej dra Henryka Kotowskiego, na której zaprezentowano jego prace malarskie.
Zwyczajem doktora było obdarowywanie przyjaciół namalowanymi przez siebie obrazami. Większość z nich znajduje się w zbiorach prywatnych, jednak w Muzeum Kaszubskim w Kartuzach można zobaczyć kilka z nich. Jest tam odwołujący się do literatury kaszubskiej obraz Remus na Jarmarku w Chmielnie, obraz Pasterka w Kościele Klasztornym w Kartuzach, portret patrona zlikwidowanej Szkoły Podstawowej nr 3 generała Józefa Wybickiego, a także obraz Powitanie wojsk generała Józefa Hallera na rynku w Kartuzach. Obok portretu dra Aleksandra Majkowskiego w Muzeum Kolejnictwa w Kościerzynie znajduje się również obraz przedstawiający Dworzec Kolejowy w Kartuzach w latach 1897–1945.

## Śmierć i pogrzeb
Henryk Kotowski zmarł 15 czerwca 1981 roku w ówczesnym Szpitalu Klinicznym nr 3 w Gdańsku. 19 czerwca 1981 roku, po nabożeństwie w kartuskiej kolegiacie, został pochowany na cmentarzu przy parafii Wniebowzięcia Najświętszej Maryi Panny w Kartuzach.

## Odznaczenia, wyróżnienia i upamiętnienie

### Ordery i odznaczenia
- Medal X-lecia PRL (1955)[59]
- Aktywista PCK Odznaka 15-lecia PCK (1959)[60]
- Odznaka XXV-lecia Stronnictwa Demokratycznego (1963)[12]
- Srebrna Odznaka PCK (1963)[60]
- Srebrny Krzyż Zasługi (1963)[26]
- Zasłużony działacz Towarzystwa Rozwoju Ziem Zachodnich (1964)[12]
- Odznaka 1000-lecia Państwa Polskiego[12]
- Odznaka honorowa „Zasłużonym Ziemi Gdańskiej” (1966)[12][26][38]
- Odznaka „Zasłużony Działacz Kultury” (1966)[12][38][61]
- Odznaka honorowa „Za wzorową pracę w służbie zdrowia” (1967)[12][26]
- Działacz PCK Odznaka 50-lecia PCK (1969)[12]
- Złoty Krzyż Zasługi (1969)[12][26]
- Medal 50-lecia miasta Kartuz (1973)[12][26]
- Krzyż Kawalerski Orderu Odrodzenia Polski (1975)[12][26]
- Srebrna Odznaka „Przodujący Kolejarz” (1975)[12]
- Srebrny Medal Opiekuna Miejsc Pamięci Narodowej (1978)[26]

### Inne nagrody i wyróżnienia
W marcu 1963 roku Okręgowa Komisja Krajoznawcza Polskiego Towarzystwa Turystyczno-Krajoznawczego w Gdańsku przyznała Henrykowi Kotowskiemu dyplom za zasługi na polu krzewienia krajoznawstwa.
Henryk Kotowski od Klubu Byłych Więźniów Obozu Koncentracyjnego Stutthof otrzymał list wdzięczności za pomoc i ratunek udzielony wyczerpanym z głodu i zimna uczestnikom Marszu Śmierci, a także pomoc w organizowaniu ucieczek i ukrywaniu więźniów Obozu Koncentracyjnego Stutthof. List został podpisany przez Przewodniczącego Klubu Bernarda Szczęsnego, Sekretarza Klubu Mariana Powlaczyka oraz Przewodniczącego Zespołu Akcji Wdzięczności Kazimierza Olejnika.
Towarzystwo Przyjaciół Ziemi Wejherowskiej przyznało Henrykowi Kotowskiemu 10 lutego 1981 roku Nagrodę Remusa w uznaniu zasług dla rozwoju życia społeczno-kulturalnego w regionie Kaszubsko-Pomorskim.

### Upamiętnienie
11 lipca 1995 roku, na wniosek Towarzystwa Miłośników Kartuz i kartuskiego oddziału Zrzeszenia Kaszubsko-Pomorskiego, Rada Gminy Kartuzy podjęła uchwałę o utworzeniu parku im. Dr. med. Henryka Kotowskiego. W styczniu 2020 roku w parku im. Dr. med. Henryka Kotowskiego zainstalowane zostały cztery tablice przedstawiające jego życiorys i działalność.
Z okazji 100. rocznicy powrotu Pomorza w granice Rzeczypospolitej i zaślubin Polski z Bałtykiem Urząd Miejski w Kartuzach wydał kalendarz na rok 2020 z reprodukcją obrazu Henryka Kotowskiego Powitanie wojsk generała Józefa Hallera na rynku w Kartuzach, które to wydarzenie miało miejsce 8 lutego 1920 roku.
W marcu 2023 roku na wystawie plenerowej Muzeum Kaszubskiego w Kartuzach została zainstalowana tablica upamiętniająca osobę dra Henryka Kotowskiego.

## Publikacje
- Sylwetki pomorskie – wspomnienie o dr. Aleksandrze Majkowskim, „Jantarowe Szlaki”, nr 1/86, 1970, s. 13–21.